# クルカ・ヤーノシュ
クルカ・ヤーノシュ（Kulka János, 1929年12月11日 - 2001年10月18日）は、ハンガリー出身の指揮者。

## 経歴
生い立ち
1929年、ハンガリー王国・ブダペストで生まれた。1947年からフランツ・リスト音楽院に入学し、フェレンチクやショモギーらの薫陶を受けた。
1951年に卒業した後はハンガリー国立歌劇場の練習指揮者となったが、1957年にウィーンに修行に出て、そのまま亡命した。
亡命後
フリッチャイの紹介でバイエルン国立歌劇場の指揮者陣に加わった。1961年からはハンブルク、1964年からはヴッパータール、1976年以降はシュトゥットガルトの歌劇場で指揮者を務めた。また1975年から1987年まで北西ドイツ・フィルハーモニー管弦楽団の首席指揮者も務めた。
その後は、フランス、ドイツ、オーストリアを中心に各地の歌劇場に客演を重ねていた。
2001年、シュトゥットガルトで死去。